# My Summer Car
My Summer Car (укр. Мій літній автомобіль) — це автомобільний симулятор у стані розробки Amistech Games. Вона вийшла в ранній доступ у жовтні 2016 року.

## Ігровий процес та налаштування

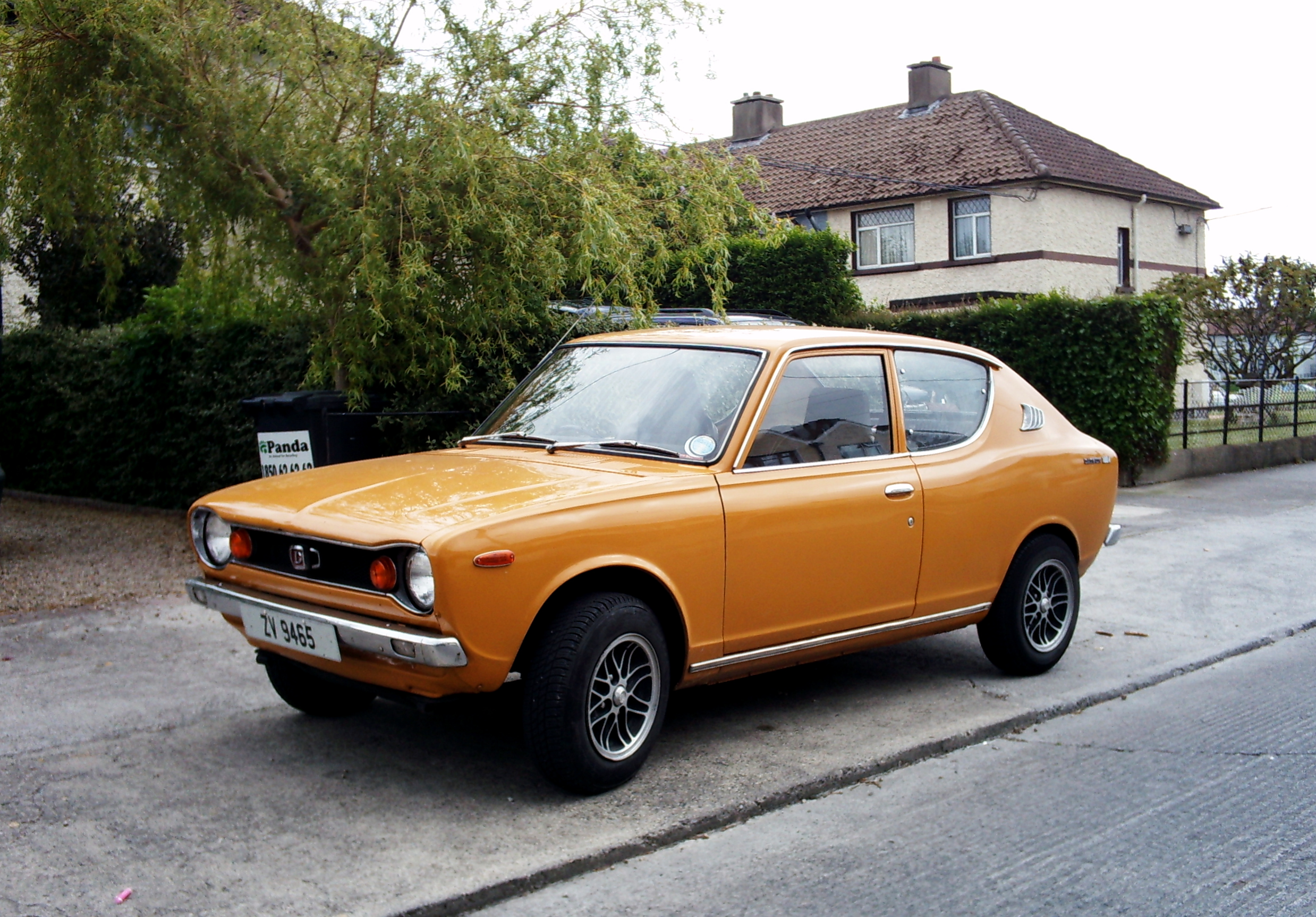
Datsun 100A, на основі якого зроблено головний автомобіль гри.

Події гри My Summer Car розгортаються у вигаданій місцевості Олів'єска, Фінляндія, влітку 1995 року у відкритому світі в Фінляндії. Головному герою 18/19 років (залежить від того, з якої дати гравець починає гру), який живе у власному будинку, поки його батьки відпочивають на Тенеріфе. Гравець намагається зібрати, відремонтувати та покращити автомобіль Satsuma AMP (за зразком Datsun 100A). Для цього гравець має використовувати автозапчастини, які є в гаражі, а також час від часу замовляти аксесуари з каталогу.
На початку гри автомобіль повністю розібраний, і гравець повинен розмістити кожну деталь на правильному місці, закручуючи болти правильного розміру гайкового ключа. Гравець не отримує жодних вказівок від гри щодо того, як збирати автомобіль. Хоча більшість деталей мають бути правильно підігнані одна до одної, можна зібрати автомобіль неправильно, пропустивши або неправильно розмістивши такі деталі, як прокладка двигуна або болт. Неправильне складання автомобіля може призвести до його поломки під час руху. Окрім складання, гравець повинен залити в автомобіль бензин, моторну оливу, охолоджуючу рідину для радіатора та гальмівну рідину.

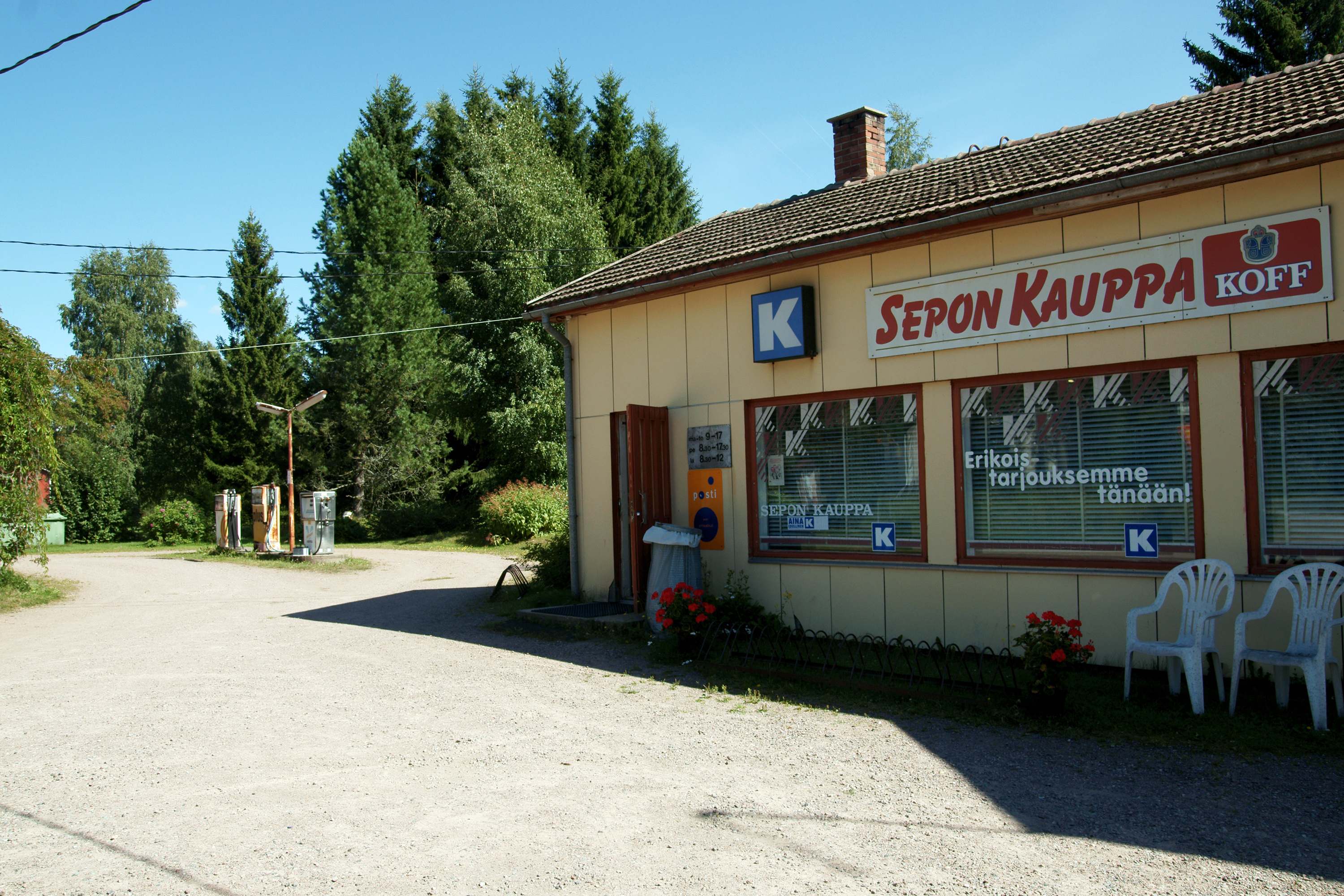
Sepon Kauppa (в Іттіла, Сякюля) послужила натхненням для створення магазину «Teimon Kauppa» у грі.

Окрім збірки автомобіля, гравець повинен враховувати різні аспекти виживання, такі як баланс між голодом, жагою, втомою, потребою, стресом і гігієною. Щоб задовольнити свої потреби, гравець може купити їжу, напої та інші товари в магазині. Гравець також може користуватися зручностями у своєму будинку, такими як раковина, душ, сауна, туалет і ліжко. Потреби гравця також можна задовольнити, купаючись в озері, вживаючи алкоголь, курячи або успішно виконавши завдання, що стосуються завершення ремонту автомобіля.
Щоб заробити гроші на запчастини, паливо та покупки в магазині, гравець може виконувати різні побічні завдання для людей в окрузі. Завдання виконуються або з використанням матеріалів з власності гравця, або за допомогою різних транспортних засобів, до яких гравець може отримати доступ. Завдання включають в себе відвезення розбитих автомобілів до механіка, доставку дров на причепі, причепленому до трактора, очищення септиків місцевих жителів за допомогою асенізаторської машини, приготування та продаж кілью (фінського домашнього цукрового вина), збирання полуниці в полі, та підвезення п'яного місцевого сусіда з міського пабу рано вранці.  Після того, як Satsuma пройде перевірку в інспекції технічного огляду, гравець може встановити певні запчастини, які дозволять йому взяти участь у щотижневому аматорському ралі, щоб отримати шанс виграти трофей та призові гроші.
Крім цих автомобілів, є ще кілька транспортних засобів, які гравець може отримати в грі. Гравець має доступ до вантажного фургона з великою вантажопідйомністю, двотактного мопеда та двотактний човна на причалі, що дозволяє пересуватися озером на карті. Гравець може позичити Маслкар у місцевого механіка, поки той обслуговує автомобіль гравця, але механік зіпсує автомобіль гравця, якщо не поверне його вчасно. Гравець також може виграти напіврозвалений універсал, в якому знаходиться осине гніздо, у дилера вентті.

## Розробка
My Summer Car в першу чергу розробляється невеликою незалежною командою розробників, що складається з Йоханнеса Ройоли (ToplessGun/RoyalJohnLove) та Кааріни Ройоли, а треті особи допомагають у створенні музики та озвучуванні. Закрита розробка та бета-тестування гри були зафіксовані ще в грудні 2013 року, а фрагменти прогресу розробки можна було побачити на каналі YouTube та акаунті Twitter Ройоли. Гра була випущена в ранньому доступі через програму Greenlight від Steam 24 жовтня 2016 року. З того часу гра кілька разів поетапно доповнювалася новими функціями та перероблялася.
Сиквел My Winter Car був спочатку анонсований 29 травня 2020 року, але вихід гри було відкладено. У 2022 році розробник гри опублікував загадкову інформацію про можливу дату виходу гри в Steam.
8 січня 2025 року My Summer Car була офіційно випущена з раннього доступу у Steam разом із виходом нового трейлера гри.

## Прийняття
Гра отримала загалом позитивні відгуки. Брендан Колдуелл, пишучи для Rock, Paper, Shotgun, назвав гру «кумедною, детальною і добряче заплутаною». Нейтан Грейсон у статті для Kotaku назвав цю гру «до біса незграбною і дивною, але веселою». У статті Rock, Paper, Shotgun та Мартін Робінсон з Eurogamer порівнювали криву складності гри з Dark Souls'.
My Summer Car також отримала низку нагород та відзнак від фінської ігрової спільноти. На церемонії нагородження 2017 року Finnish Game Awards гра отримала нагороду «Kyöpelit» у номінації «Народний вибір гри 2016 року». У 2018 році My Summer Car була виставлена у Фінському музеї ігор серед 100 найкращих ігор того року.

## Зовнішні посилання
- Офіційний сайт
- Steam